# Amager Boldklub 1970
Le Amager Boldklub 1970 est un club danois de football basé à Copenhague et plus précisément sur l'ile d'Amager dans l'Øresund.

## Historique
- 1970 - fondation du club